# 赵元昂
赵元昂，浙江鄞县（今浙江宁波）人，清朝政治人物。吏贡出身。

## 生平
赵元昂曾于1868年接替张泽仁任娄县知县一职，1868年由张泽仁接任。同治六年，时任知县的赵元昂倡捐移拓湖书院，并新建朱泾钓滩禅院。